# Чарыш (станция)
Чарыш — станция Абаканского региона Красноярской железной дороги. Находится на левом берегу реки Томи, в посёлке станции Чарыш Аскизского района Республики Хакасия.

## История
Основана в 1959 году при открытии участка Южно-Сибирской магистрали Междуреченск — Абакан.

## Дальнее следование по станции
| № поезда | Маршрут движения | № поезда | Маршрут движения |
| -------- | ---------------- | -------- | ---------------- |
| 77       | Абакан — Москва  | 78       | Москва — Абакан  |

## Пригородное сообщение по станции
| № поезда | Маршрут движения        | № поезда | Маршрут движения        |
| -------- | ----------------------- | -------- | ----------------------- |
| 6601     | Бискамжа — Междуреченск | 6602     | Междуреченск — Бискамжа |